# John Wilkins
John Wilkins (14. únor 1614, Fawsley – 19. listopad 1672, Londýn) byl anglikánský duchovní, přírodovědec, matematik, teolog a spisovatel. V letech 1668-1672 byl biskupem v Chesteru. Patřil k zakladatelům britské Královské společnosti. K jeho nejznámějším dílům patří spis An Essay towards a Real Character and a Philosophical Language (1668), v němž navrhl vznik nového univerzálního jazyka, který by užívali jen vědci, a univerzální systém měr a vah. Snažil se skloubit teologii s novými poznatky vědy. Zabýval se mimořádně širokým spektrem oborů, mj. kryptografií. Jako jeden z mála vedl školu jak na Oxfordu (Wadham College, 1648–1659), tak v Cambridge (Trinity College, 1659–1660).